# Korba (Tunisie)
Pour les articles homonymes, voir Korba.
Pour l’article ayant un titre homophone, voir Corbas.
Korba (arabe : قربة  [qɔrbæ]) est une ville du littoral nord-est de la Tunisie, ouverte sur la façade orientale du cap Bon.
Rattachée administrativement au gouvernorat de Nabeul, elle constitue une municipalité de 38 902 habitants en 2014.

## Géographie
Construite à flanc de colline à vingt kilomètres au nord de Nabeul, elle est connue pour ses longues plages de sable fin et les cultures maraîchères et arboricoles de sa campagne environnante.

## Histoire
Des anciens historiens et des itinérants ont mentionné la ville de Curubis sur la côte africaine entre Clupea, l'actuelle ville de Kélibia, et Néapolis, l'actuelle ville de Nabeul,,,,.
La première mention historique de Curubis est une inscription du temps de la guerre civile romaine, qui mentionne que les généraux pompéiens Publius Attius Varus et Gaius Considius Longus ont fortifié la ville en 46 av. J.-C.,,. Dans les années qui suivent la guerre civile, la ville devient une colonie romaine, Colonia Iulia Curubis (Pline l'Ancien en parle comme une colonie libera soit « libre »), peut-être dans le cadre de la tentative de Jules César de débarrasser son armée de ses soldats les plus âgés et, en même temps, de tenir l'Afrique contre les forces pompéiennes,,.
En 257, l'évêque Cyprien de Carthage est exilé ; son biographe Ponce, qui l'accompagne dans son exil, fait l'éloge du lieu : Provisum esse divinitus... apricum et conpetentem locum, hospitium pro voluntate secretum et quidquid apponi eis ante promissum est, qui regnum et iustitiam dei quaerunt (« Par la grâce de Dieu un endroit ensoleillé et approprié a été fourni, un refuge isolé comme il le souhaitait, et tout ce qui était déjà promis d'être mis en avant ceux qui cherchent le royaume et la justice de Dieu »).
En 411, Curubis, comme beaucoup de villes africaines, possède son propre évêque (nommé dans la procédure du concile de Carthage de la même année). En 484, un évêque de Curubis est à nouveau cité dans la Notitia provinciarum et civitatium Africae, parmi les évêques exilés en Corse pour avoir refusé de jurer allégeance au roi vandale Hildéric, et encore dans la procédure du concile de Carthage en 525.
La ville possède son propre théâtre ; une inscription de la fin du IIe siècle honore les citoyens qui l'avaient créé. Des vestiges d'un aqueduc et une mosaïque d'Ostie réalisée par les armateurs de Curubis suggèrent que la ville possédait également un port, qui n'est toutefois pas parvenu jusqu'à nous,.
Au XVIIe siècle, Korba accueille un afflux de morisques d'origine andalouse qui influencent le tracé labyrinthique des rues du centre-ville.

## Culture
Chaque été, la ville organise un festival de théâtre amateur.
Elle est évoquée dans le récit « Un coin du carré bleu » de Mounira Khemir paru dans le volume collectif Enfances tunisiennes.

## Économie
Sans être aussi importante sur le plan touristique que Nabeul ou Hammamet, la ville abrite l'un des plus importants villages de vacances du Club Med des années 1960 à la fin des années 1980. Elle est surnommée « ville rouge » du fait de ses spécialisations agricoles dans la culture de la tomate, du piment et de la fraise. La vigne y est également très présente.

## Pont de Korba
En 1931, le premier pont en arc de Tunisie est érigé dans la ville de Korba pour franchir l'oued Bouldine ; le pont en béton armé, nommé « pont de Korba », devient l'emblème de la ville.

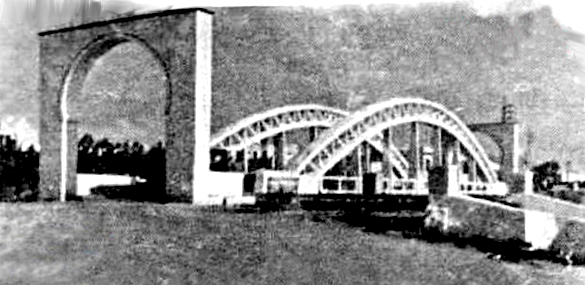
Ancienne vue du pont de Korba (1931).

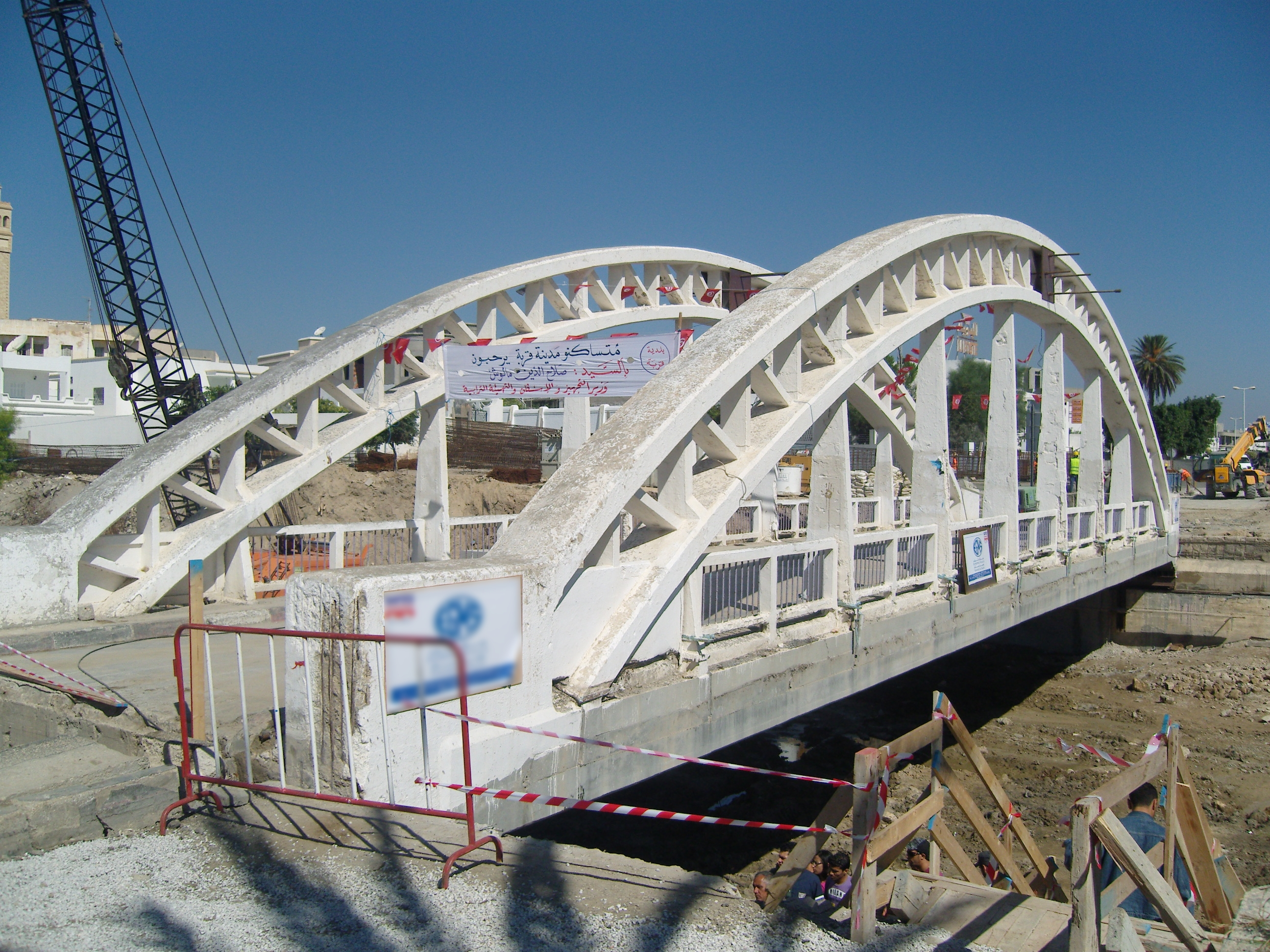
Opération de ripage du pont de Korba.

Le monument érigé au centre de Korba est fortement inspiré par l'ossature en arc du pont.
Dans les années 2000, le trafic accru sur le pont exige le doublement des voies de circulation mais, au vu de la valeur historique et symbolique de l'ouvrage, la décision est prise de le conserver. Ainsi commence en 2010 une opération de ripage de l'ancien pont pesant 663 tonnes, sur une distance de 25 m, afin de permettre l'élargissement de la voie de circulation et la construction d'un nouveau pont à poutres à sa place ; le pont de Korba devient une passerelle piétonne.

## Sport
Le Club sportif de Korba est l'équipe de football de la ville.